# Meshach Taylor
Meshach Taylor (11. dubna 1947 – 28. června 2014) byl americký herec. Narodil se v Bostonu, jeho otec byl děkanem několika univerzit. Herectví se Taylor začal věnovat během středoškolských studií. První profesionální vystoupení odehrál během národního turné k muzikálu Hair. Koncem sedmdesátých let se začal více věnovat hraní v televizních seriálech a později i filmech. Hrál například v seriálech Designing Women či M*A*S*H. Zemřel na rakovinu ve věku 67 let. Jeho manželkou byla herečka Bianca Ferguson.